# Установка фракціонування в Касімі
Установка фракціонування в Касімі – складова виробничого майданчика компанії Japan Synthetic Rubber, розташованого на узбережжі Тихого океану неподалік від Токіо.
Введена в експлуатацію у 1971 році, установка розділення бутилен-бутадієнової фракції в Касімі стала третім подібним підприємством компанії Japan Synthetic Rubber (JSR), котра за кілька років до того запустила об’єкти у Йоккаїті та Тіба. Розташоване в Касімі піролізне виробництво концерну  Mitsubishi постачає фракцію С4, з якої зокрема виділяють 120 тисяч тонн бутадієну. Цей дієн необхідний іншим виробничим майданчикам JSR – в Убе та Отаке, де продукують 150 тисяч тонн акрилонітрилбутадієнстиролу, а також вже згаданому комплексу в Йоккаїті, котрий випускає великі об’єми різноманітних бутадієнових каучуків. 
Що стосується майданчику в Касімі, то тут JSR споживає ще один ненасичений вуглеводень із фракції С4 – ізобутилен. Він необхідний для виробництва ізобутилен-ізопренового каучуку (80 тисяч тонн). При цьому 36 тисяч тонн ізопрену вилучають з фракції С5, котру отримують від заводу JSR в Тіба (а той в свою чергу – з піролізних установок концерну Maruzen та спілки Mitsui/Idemitsu). Цей дієн необхідний і для роботи лінії ізопренового каучуку потужністю 41 тисяча тонн на рік.
Також можливо відзначити, що у Касімі JSR випускає етиленпропілендієновий каучук (EPDM) в об’ємах до 36 тисяч тонн на рік. Дієном у цьому полімері зазвичай виступають діциклопентадієн або похідні норборнену, при цьому обидві названі речовини отримують з циклопентадієну – димеризацією (діциклопентадієн) та приєднанням етилену (норборнен). В свою чергу, циклопентадієн виділяють з піролізної фракції С5, де він становить від 15 до 25%. 